# Онлайн-энциклопедия целочисленных последовательностей
Онлайн-энциклопедия целочисленных последовательностей (англ. On-Line Encyclopedia of Integer Sequences, OEIS) — сетевая энциклопедия, содержащая записи о последовательностях целых чисел, таких как числа Фибоначчи, числа Белла, числа Каталана, простые числа. Наполняется по принципу вики с премодерацией.
OEIS была создана Нилом Слоуном во время его исследовательской деятельности в AT&T Labs. В октябре 2009 года Слоун передал интеллектуальную собственность и хостинг OEIS организации OEIS Foundation. Слоун занимал пост президента OEIS Foundation до 2021 года, когда его сменил Расс Кокс.
В OEIS хранится информация о целочисленных последовательностях, представляющих интерес как для любителей, так и для специалистов в математике, комбинаторике, теории чисел, теории игр, физике, химии, биологии, информатике. На 2022 год в базе данных хранится свыше 350 000 последовательностей.
Запись в OEIS включает в себя первые элементы последовательности, ключевые слова, математическое описание, фамилии авторов, ссылки на литературу; присутствует возможность построения графика или проигрывания музыкального представления последовательности. Поиск в базе данных может осуществляться по ключевым словам и по подпоследовательности.
По-видимому, первым упоминанием OEIS на русском языке стала статья Константина Кнопа «Энциклопедия чисел», опубликованная в журнале Компьютерра в феврале 1998 года, а первым упоминанием «бумажного» предшественника онлайн-энциклопедии — статья Мартина Гарднера «Числа Каталана», опубликованная в журнале Квант в июле 1978 года.

## История
Нил Слоун начал собирать целочисленные последовательности в 1964—1965 годах, будучи аспирантом в Корнеллском университете, в связи со своими исследованиями в комбинаторике. Изначально база данных хранилась на перфокартах.
База данных дважды была опубликована в печатной форме:
1. A Handbook of Integer Sequences (рус. Справочник по целочисленным последовательностям) (1973)[10][12], содержавшая 2372 последовательности в лексикографическом порядке, пронумерованные от 1 до 2372;
2. The Encyclopedia of Integer Sequences (рус. Энциклопедия целочисленных последовательностей) (в соавторстве с Симоном Плуффе[англ.] (1995)[11], содержавшая 5488 последовательностей, которым были присвоены M-номера от M0000 до M5487. Книга содержала ссылки на соответствующие последовательности (которые могли отличаться в нескольких первых элементах) в A Handbook of Integer Sequences в виде N-номеров от N0001 до N2372, а также содержала A-номера (используемые и по сей день), которых не было в A Handbook of Integer Sequences.

Книги были хорошо приняты и, особенно после второй публикации, Слоун стал получать от математиков постоянный поток новых последовательностей. Коллекцию стало невозможно поддерживать в форме книги, и Слоун решил опубликовать базу данных в сети Интернет — вначале в виде e-mail-сервиса (август 1994), а затем в виде веб-сайта (1996). В книге The Encyclopedia of Integer Sequences, в частности, говорится:

Имеются две онлайн-версии Энциклопедии, доступные по электронной почте. Первая — простой поисковой сервис, в то время как вторая делает всё, чтобы найти объяснение для последовательности. (...) Второй сервер не только ищет последовательность в таблице — он также пытается найти объяснение для неё, используя многие из описанных в этой главе приёмов.
Оригинальный текст (англ.)There are two on-line versions of the Encyclopedia that can be accessed via electronic mail. The first is a simple look-up service, while the second tries very hard to find an explanation for a sequence. (...) The second server not only looks up the sequence in the table, it also tries hard to find an explanation for it, using many of the tricks described in this chapter...

База данных продолжает расти со скоростью около 10—18 тысяч записей в год. В качестве побочного результата своей работы над базой данных в 1998 году Слоун основал Journal of Integer Sequences (рус. Журнал целочисленных последовательностей).
Слоун лично редактировал энциклопедию сначала в бумажном, а затем в электронном виде почти 40 лет, однако с 2002 года ему в этом помогает сообщество редакторов-добровольцев.
В 2004 году в OEIS была добавлена стотысячная последовательность, A100000, подсчитывающая насечки на кости Ишанго. В 2006 году пользовательский интерфейс был полностью переработан, появились дополнительные возможности для поиска. В 2010 году для упрощения совместной работы редакторов и участников была создана OEIS wiki. Двухсоттысячная последовательность, A200000, была добавлена в ноябре 2011; вначале она была введена как A200715, но была перемещена в A200000 после недельного обсуждения в списке рассылки SeqFan, за которым последовало предложение главного редактора OEIS Чарльза Грэтхауса выбрать в качестве A200000 особенную последовательность.

## Нецелочисленные последовательности
Помимо последовательностей целых чисел, в OEIS имеются последовательности дробей, цифр трансцендентных чисел, комплексных чисел, тем или иным способом преобразованные в целочисленные последовательности.
Последовательности рациональных чисел представляются парой последовательностей, помеченных ключевым словом frac: последовательностью числителей и последовательностью знаменателей. К примеру, ряд Фарея пятого порядка
представлен в виде последовательности числителей
1, 1, 1, 2, 1, 3, 2, 3, 4 (A006842)
и последовательности знаменателей
5, 4, 3, 5, 2, 5, 3, 4, 5 (A006843).
Иррациональные числа входят в OEIS в виде последовательностей цифр. Так, число π = 3,1415926535897… можно найти в OEIS в виде:
- десятичного разложения 3, 1, 4, 1, 5, 9, 2, 6, … (A000796),
- двоичного разложения 1, 1, 0, 0, 1, 0, 0, 1, 0, 0, 0, 0, 1, 1, 1, 1, 1, 1, 0, 1, 1, 0, 1, 0, … (A004601),
- разложения в непрерывную дробь 3, 7, 15, 1, 292, 1, … (A001203).

## Самореферентные последовательности
Очень рано в истории OEIS были предложены последовательности, определённые через нумерацию последовательностей в самой OEIS. Как вспоминает Слоун,

Долгое время я сопротивлялся добавлению этих последовательностей, отчасти из-за желания сохранить репутацию базы данных, отчасти же потому, что были известны лишь 11 элементов A22!
Оригинальный текст (англ.)I resisted adding these sequences for a long time, partly out of a desire to maintain the dignity of the database, and partly because A22 was only known to 11 terms!
— N. J. A. Sloane, My favorite integer sequences
Одной из первых самореферентных последовательностей в OEIS была A031135 (позже A091967) «a(n) = элемент последовательности An с номером n». Эта последовательность стимулировала поиск новых элементов последовательности A000022. Некоторые последовательности конечны (ключевое слово fini) и представлены полностью (ключевое слово full); такие последовательности не содержат элемента, который соответствует номеру последовательности в OEIS, и соответствующий элемент последовательности A091967 не определён (первый такой случай возникает при n = 53).

## Соглашения
OEIS была ограничена простым ASCII-текстом до 2011 года. В текстах записей часто используется линейная форма математической нотации (f(n) для функций, n для переменных и т. д.). Греческие буквы обычно записываются полными именами. Идентификатор каждой последовательности начинается с латинской буквой A, за которой следуют шесть цифр (например, A000315).
Отдельные элементы последовательности разделены запятыми. Группы цифр никак не разделены.
В комментариях и формулах a(n) обозначает элемент последовательности с номером n.

### Особое значение ноля
Ноль часто используется для обозначения несуществующих элементов последовательности. Например, последовательность A104157 перечисляет «наименьшее из n2 последовательных простых чисел, образующих магический квадрат n × n с минимальной магической константой, или 0, если такого магического квадрата не существует». a(1) = 2; a(3) = 1 480 028 129; однако магического квадрата 2 × 2 из последовательных простых чисел не существует, поэтому a(2) = 0.
Иногда для той же цели используется −1, как в последовательности A094076.

### Лексикографическое упорядочение
В OEIS поддерживается лексикографический порядок последовательностей; таким образом, у каждой последовательности есть предшествующая и последующая последовательности («контекст»). Обычно в целях нормализации ведущие нули, единицы и знаки элементов опускаются.
В качестве примера можно рассмотреть следующие последовательности:
- Простые числа (A000040):

2, 3, 5, 7, 11, 13, 17, 19, 23, 29, 31, 37, 41, 43, 47, 53, 59, 61, 67, 71, 73, 79, 83, 89, 97, …
- Палиндромные простые числа (A002385):

2, 3, 5, 7, 11, 101, 131, 151, 181, 191, 313, 353, 373, 383, 727, 757, 787, 797, 919, 929, …
- Числа Фибоначчи (A000045):

0, 1, 1, 2, 3, 5, 8, 13, 21, 34, 55, 89, 144, 233, 377, 610, 987, 1597, …
- Центральные многоугольные числа (A000124):

1, 2, 4, 7, 11, 16, 22, 29, 37, 46, 56, 67, 79, 92, 106, 121, 137, 154, …
- Коэффициенты в разложении {\displaystyle \textstyle {{\zeta (n+2)} \over {\zeta (n)}}} (A046970):

1, −3, −8, −3, −24, 24, −48, −3, −8, 72, −120, 24, −168, 144, …
Выделенные фрагменты при определении «контекста» последовательности опускаются.

## Формат записей

### Урезанный пример
В качестве примера ниже представлена запись A046970, содержащая все поля, которые могут присутствовать в записях из OEIS.
```
A046970     Generated from Riemann Zeta function: coefficients in series expansion of Zeta(n+2)/Zeta(n).
            1, -3, -8, -3, -24, 24, -48, -3, -8, 72, -120, 24, -168, 144, 192, -3, -288, 24, -360, 72, 384, 360, -528, 24, -24, 504, -8, 144, -840, -576, -960, -3, 960, 864, 1152, 24, -1368, 1080, 1344, 72, -1680, -1152, -1848, 360, 192, 1584, -2208, 24, -48, 72, 2304, 504, -2808, 24, 2880, 144, 2880, 2520, -3480, -576  
OFFSET 	    1,2
COMMENTS    B(n+2) = -B(n)*((n+2)*(n+1)/(4pi^2))*z(n+2)/z(n) = -B(n)*((n+2)*(n+1)/(4pi^2))*Sum(j=1, infinity) [ a(j)/j^(n+2) ]
            ...
REFERENCES  M. Abramowitz and I. A. Stegun, Handbook of Mathematical Functions, Dover Publications, 1965, pp. 805-811.
LINKS       M. Abramowitz and I. A. Stegun, eds., Handbook of Mathematical Functions, National Bureau of Standards, Applied Math. Series 55, Tenth Printing, 1972 [alternative scanned copy].  
            Wikipedia, Riemann zeta function.
FORMULA     Multiplicative with a(p^e) = 1-p^2. a(n) = Sum_{d|n} mu(d)*d^2.
            a(n) = product[p prime divides n, p^2-1] (gives unsigned version) [From Jon Perry (jonperrydc(AT)btinternet.com), Aug 24 2010]
EXAMPLE     a(3) = -8 because the divisors of 3 are {1, 3} and mu(1)*1^2 + mu(3)*3^2 = -8.
            ...
MAPLE 	    Jinvk := proc(n, k) local a, f, p ; a := 1 ; for f in ifactors(n)[2] do p := op(1, f) ; a := a*(1-p^k) ; end do: a ; end proc:
            A046970 := proc(n) Jinvk(n, 2) ; end proc: # R. J. Mathar, Jul 04 2011 
MATHEMATICA muDD[d_] := MoebiusMu[d]*d^2; Table[Plus @@ muDD[Divisors[n]], {n, 60}] (Lopez)
            Flatten[Table[{ x = FactorInteger[n]; p = 1; For[i = 1, i <= Length[x], i++, p = p*(x[[i]][[1]]^2 - 1)]; p}, {n, 1, 50, 1}]] [From Jon Perry (jonperrydc(AT)btinternet.com), Aug 24 2010]
PROG 	    (PARI) A046970(n)=sumdiv(n, d, d^2*moebius(d)) (Benoit Cloitre)
CROSSREFS   Cf. A027641 and A027642.
            Sequence in context: A035292 A144457 A146975 * A058936 A002017 A118582
            Adjacent sequences:  A046967 A046968 A046969 * A046971 A046972 A046973 
KEYWORD     sign,mult
AUTHOR      Douglas Stoll, dougstoll(AT)email.msn.com
EXTENSIONS  Corrected and extended by Vladeta Jovovic (vladeta(AT)eunet.rs), Jul 25 2001
            Additional comments from Wilfredo Lopez (chakotay147138274(AT)yahoo.com), Jul 01 2005

```

### Поля
Запись в OEIS может содержать следующие поля:
ID number
Каждой последовательности в OEIS присвоен последовательный номер — шестизначное положительное целое число с префиксом A (от англ. absolute). Номера обычно назначаются автоматически.
Нумерация последовательностей в книгах, предшествовавших OEIS, отличается от существующей. M-номера, использовавшиеся в Handbook of Integer Sequences (1973), и N-номера, использовавшиеся в Encyclopedia of Integer Sequences (1995), также указаны в поле ID number в скобках после A-номера.
Sequence data
В поле «Данные последовательности» перечисляются сами числа. В данном поле не различаются конечные последовательности, слишком длинные для отображения, и бесконечные последовательности; для различения используются ключевые слова fini, full и more. Чтобы определить, какому значению n соответствуют значения элементов последовательности, используется поле offset, в котором указано значение n для первого указанного элемента.
Name
Поле «Имя» обычно содержит общепринятое наименование последовательности, иногда вместе с формулой.
Comments
Поле «Комментарии» предназначено для информации о последовательности, которая «не вмещается» в другие поля. Часто в комментариях указаны интересные взаимосвязи между разными последовательностями и не очевидные применения.
References
Ссылки на печатные документы (книги, статьи, публикации и т. п.).
Links
Ссылки (URL) на онлайн-ресурсы.
Formula
Формулы, рекуррентные формулы, производящие функции и т. п..
Example
Примеры значений элементов последовательности с пояснениями.
Maple
Код Maple.
Mathematica
Код Mathematica.
Program
Программы на разных языках, включая Magma, PARI/GP, Sage. Язык программирования указан в скобках.
See also
Перекрёстные ссылки, добавленные отправившим последовательность участником, обычно помечены «Cf.» За исключением новых последовательностей, поле «См. также» включает информацию о контексте последовательности и ссылки на последовательности с близкими A-номерами.
Keyword
В OEIS принят стандартный набор 4-5-буквенных ключевых слов, характеризующих последовательности:
- base Определение последовательности связано с определёнными системами счисления. Например, 2, 3, 5, 7, 11, 101, 131, 151, 181… (A002385) являются простыми числами в любой системе счисления, но палиндромами только в системе счисления с основанием 10.
- bref Последовательность слишком коротка для анализа.
- changed Последовательность была изменена в последние две или три недели.
- cofr Последовательность представляет собой непрерывную дробь, например, разложение числа e (A003417) или π (A001203).
- cons Десятичное представление математической константы, например, e (A001113) или π (A000796).
- core Последовательность имеет фундаментальное значение в той или иной ветви математики. Примерами могут быть простые числа (A000040) и числа Фибоначчи (A000045).
- dead Последовательность содержит ошибки либо дублирует другую последовательность. В базу данных включены ошибочные последовательности, появлявшиеся в литературе, со ссылками на корректные версии последовательностей.
- dumb В большой степени субъективное ключевое слово, обозначающее последовательность, не имеющая прямого математического значения. В качестве примеров можно привести A001355 «Смесь цифр чисел "пи" и "е"», и A082390 «Числа на компьютерной цифровой клавиатуре по спирали».
- easy Элементы последовательности легко вычислимы. Иногда ключевое слово используется для последовательностей «простые числа вида f(m)», где f(m) — легковычислимая функция, даже если проверка простоты f(m) является трудной задачей.
- eigen Последовательность инвариантна при некотором преобразовании или является преобразованием другой последовательности.
- fini Последовательность конечна, хотя могут отображаться не все элементы.
- frac Последовательность числителей или знаменателей в последовательности дробей. Любая последовательность числителей должна ссылаться на соответствующую ей последовательность знаменателей (и наоборот).
- full Последовательность отображена полностью. При наличии ключевого слова «full» ключевое слово «fini» также должно присутствовать.
- hard Последовательность с трудом поддаётся вычислению. Часто ключевое слово используется для последовательностей, связанных с нерешёнными проблемами; например, A001116 перечисляет известные решения проблемы о числе n-сфер, касающихся данной n-сферы.
- hear Последовательность с «особенно интересным и/или красивым» аудиопредставлением. «Последовательность, которую стоит послушать».
- less «Не особенно интересная последовательность».
- look Последовательность с «особенно интересным и/или красивым графиком».
- more Требуется больше элементов последовательности; читатели могут отправлять дополнения.
- mult Последовательность соответствует мультипликативной функции. Элемент a(1) должен равняться 1; элемент a(mn) может быть вычислен как a(m)a(n) при условии, что m и n взаимно просты (т.е. НОД(m,n) = 1). К примеру, в A046970 a(12) = a(3)a(4) = -8 × -3.
- new  Последовательность была недавно добавлена или изменена.
- nice По-видимому, наиболее субъективное ключевое слово, для «исключительно красивых последовательностей».
- nonn Элементы последовательности — неотрицательные целые числа. Не делается различия между последовательностями, состоящими из неотрицательных чисел только из-за выбранного смещения (таких, как последовательность кубов) и последовательностями, которые по определению являются неотрицательными (таких, как последовательность квадратов).
- obsc Последовательность считается непонятной и требует лучшего определения.
- sign Некоторые или все элементы последовательности отрицательны.
- tabf Массив чисел сложной формы, преобразованный в последовательность построчно. Пример — A071031 «Последовательные состояния клеточного автомата с правилом 62».
- tabl Последовательность получена построчным прочтением треугольного или квадратного массива чисел. Наиболее типичный пример — треугольник Паскаля (A007318).
- uned Слоун или другие редакторы не редактировали последовательность, но считают её достойной включения в энциклопедию. Запись может содержать вычислительные ошибки или опечатки. Обычно редакторы проверяют все поступающие последовательности, чтобы убедиться, что:

- последовательность достойна включения в OEIS
- дано вразумительное определение
- этой последовательности ещё нет в базе данных
- в тексте используется корректный английский язык
- используется корректное форматирование
- и т. п.

- unkn О последовательности почти ничего не известно, даже формула. Примером является последовательность A072036.
- walk Последовательность указывает число (несамопересекающихся) путей на некотором графе или решётке.
- word Последовательность зависит от слов того или иного языка. Пример — последовательность A006994, «Число букв в n в русском языке».

Некоторые ключевые слова исключают друг друга, а именно: core и dumb, easy и hard, full и more, less и nice, nonn и sign.
Offset
Смещение — индекс первого приведённого элемента последовательности. Смещение по умолчанию — 0. Смещение большинства последовательностей в OEIS равно 0 или 1. В поле указаны два числа, первое из которых — смещение, а второе — индекс первого элемента, абсолютное значение которого превышает 1. Так, в случае последовательности A000001, начинающейся числами a(0) = 0, a(1) = 1, a(2) = 1, a(3) = 1, a(4) = 2, поле «Смещение» содержит числа 0, 5.
Author(s)
Автор (авторы) последовательности — те, кто отправил последовательность в OEIS, даже если она была известна с древних времён.
Extension
Имена тех, кто дополнил последовательность, вместе с датами обновления записи.